# Marian Dusza
Marian Dusza (ur. 7 września 1948, zm. 9 kwietnia 2011 w Gliwicach) – polski obserwator i sędzia piłkarski klasy międzynarodowej.

## Życiorys
Karierę sędziowską rozpoczął w 1971, a od 1982 prowadził mecze w najwyższej klasie rozgrywkowej. W 1992 dziennik "Sport" uhonorował Mariana Duszę nagrodą Kryształowy Gwizdek dla najlepszego arbitra sezonu. Po zakończeniu kariery sędziowskiej w 1996 był obserwatorem meczowym Polskiego Związku Piłki Nożnej, a od czerwca 2004 przewodniczącym Śląskiego Kolegium Sędziów przy Śląskim Związku Piłki Nożnej.
21 maja 2005 został zatrzymany w związku z aferą korupcyjną w polskiej piłce nożnej. Razem z Antonim Fijarczykiem byli pierwszymi aresztowanymi w związku z tą sprawą. W listopadzie 2006 został ponownie aresztowany.
W tzw. procesie ws. Arki Gdynia 3 kwietnia 2009 został skazany przez sąd I instancji na karę 2,5 roku bezwzględnego ograniczenia wolności oraz 10-letni zakaz działalności w strukturach PZPN i grzywnę finansową. Ponadto sąd zgodził się na używanie pełnych nazwisk wszystkich skazanych, jak i ujawnianie wizerunków. Sąd II instancji 20 maja 2010 utrzymał wyrok skazujący dla Mariana Duszy, jednocześnie obniżając wymiar kary do 2 lat bezwzględnego pozbawienia wolności. Wyrok ten uprawomocnił się, jednakże 25 marca 2011 sąd odroczył wykonywanie wyroku o pół roku ze względu na stan zdrowia skazanego. Niecałe dwa tygodnie później Marian Dusza zmarł. Został pochowany na Cmentarzu Centralnym w Gliwicach.
3 lutego 2011 decyzją Wydziału Dyscypliny Polskiego Związku Piłki Nożnej wraz z Ryszardem Forbrichem ps. Fryzjer został wykluczony ze struktur związkowych w następstwie czynów korupcyjnych. Mieszkał w Gliwicach.